# Harry Tanfield
Harry Tanfield (* 17. November 1994 in Great Ayton) ist ein britischer Radsportler.

## Sportliche Laufbahn
2017 entschied Harry Tanfield eine Etappe der  Tour of Quanzhou Bay für sich. Im Jahr darauf gewann Tanfield gemeinsam mit Daniel Bigham, Jonathan Wale und seinem jüngeren Bruder Charlie beim Bahn-Weltcup in Minsk die Mannschaftsverfolgung. Der Sieg kam überraschend, da die Sportler nicht zum olympischen Bahn-Programm von British Cycling gehörten, sondern das unabhängige Team KGF bildeten. Ebenfalls 2018 wurde Tanfield britischer Meister in der Einerverfolgung, anschließend errang er bei den Commonwealth Games im australischen Gold Coast Silber im Einzelzeitfahren.
Bei den UCI-Straßen-Weltmeisterschaften 2019 errang Tanfield gemeinsam mit der britischen Mannschaft Bronze in der Mixed-Staffel. 2020 startete er bei seiner ersten Grand Tour, der Vuelta a España, konnte diese aber wegen einer Verletzung nicht beenden.

## Erfolge

### Bahn
2018
- Bahn-Weltcup in Minsk – Mannschaftsverfolgung (mit Daniel Bigham, Charlie Tanfield und Jonathan Wale)

2018
- Britischer Meister – Einerverfolgung

### Straße
2017
- eine Etappe Tour of Quanzhou Bay

2018
- Commonwealth Games – Einzelzeitfahren
- eine Etappe Tour de Yorkshire

2019
- Weltmeisterschaft – Mixed-Staffel

2023
- Heusden Koers

## Grand Tours-Platzierungen
| Grand Tour            | 2020 | 2021 | 2022 | 2023 |
| --------------------- | ---- | ---- | ---- | ---- |
| Giro d’ItaliaGiro     | –    | –    | –    | …    |
| Tour de FranceTour    | –    | −    | –    | …    |
| Vuelta a EspañaVuelta | DNF  | –    | −    | …    |